# Pfarrkirche Trautmannsdorf

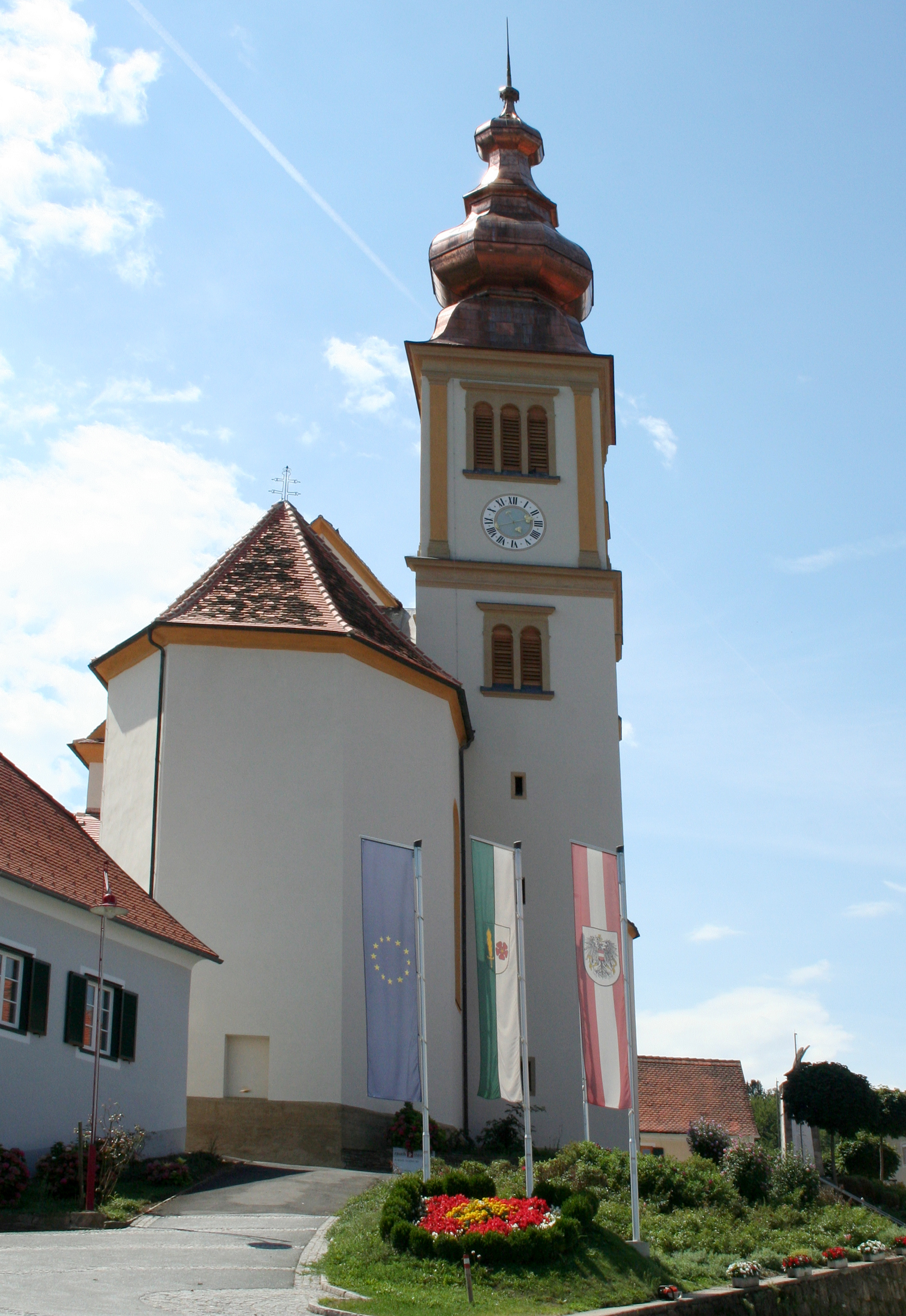
Pfarrkirche hl. Michael

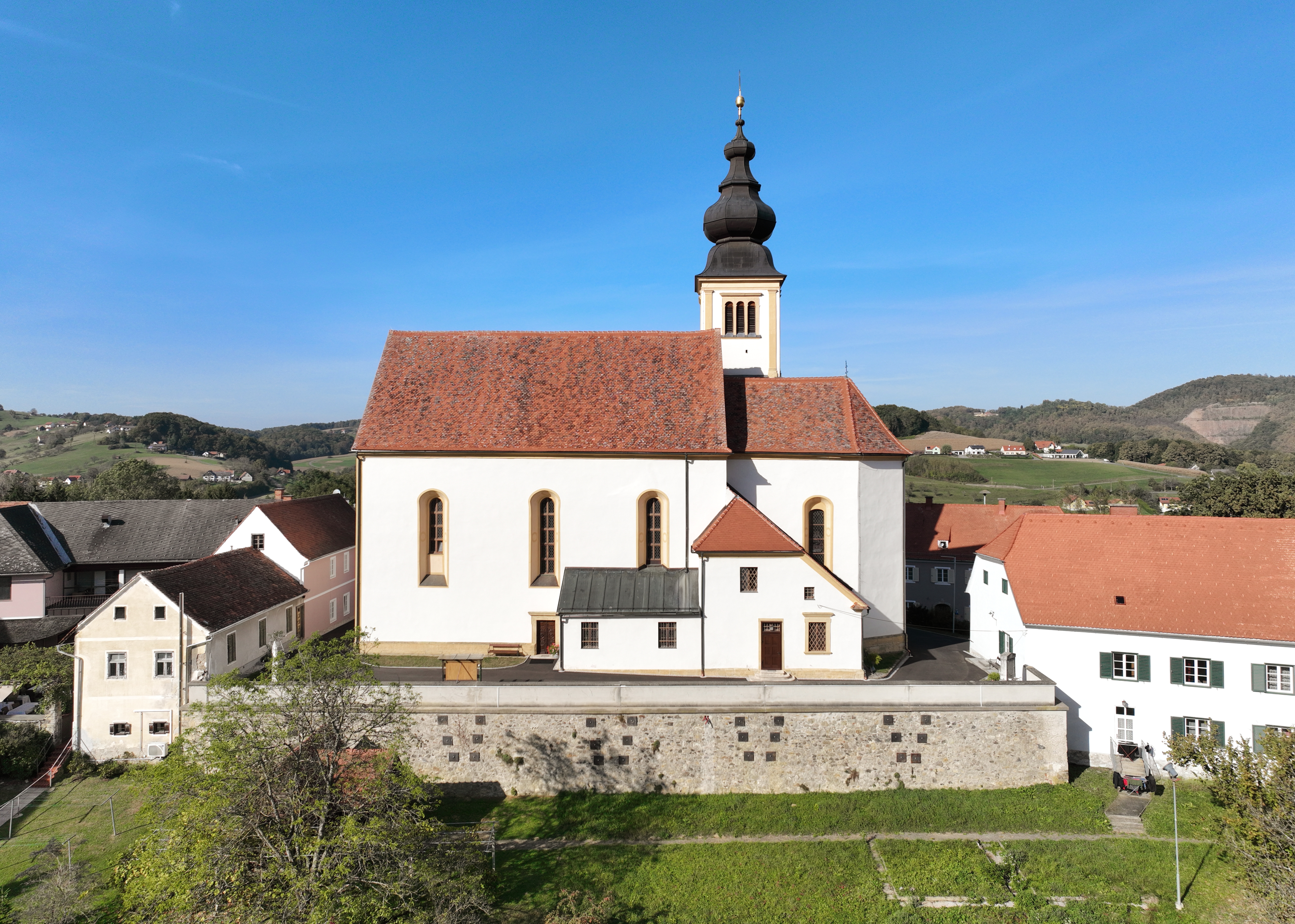
Südansicht der Pfarrkirche

Die römisch-katholische Pfarrkirche Trautmannsdorf steht im Ort Trautmannsdorf in der Gemeinde Bad Gleichenberg in der Steiermark. Die Pfarrkirche hl. Michael gehört zum Dekanat Feldbach in der Diözese Graz-Seckau. Das Kirchengebäude steht unter Denkmalschutz.

## Geschichte
Die erste urkundliche Nennung der Kirche erfolgte 1404. Der heutige Sakralbau wurde von 1654 bis 1664 erbaut. 1956 und 1980 fanden jeweils Restaurierungen der Kirche statt.

## Architektur
An das frühbarocke dreijochige Langhaus unter einem Stichkappentonnengewölbe auf Pilastern schließt ein eingezogener einjochiger Chor mit Fünfachtelschluss an. Der dreiachsige Orgelchor steht auf Säulen. Die Sakristei wurde südlich, der quadratische Turm mit einem gegliederten Zwiebelhelm wurde 1664 unter dem Baumeister Matthias Lanz nördlich angebaut. Die neubarocke Dekorationsmalerei an den Kirchenwänden gestalteten die Gebrüder Walter (1929).
Im Langhaus befinden sich Grabplatten von Mitgliedern der Familie Trauttmansdorff aus dem ehemaligen Stammschloss aus der 1. Hälfte des 14. Jahrhunderts und aus 1517.

## Ausstattung

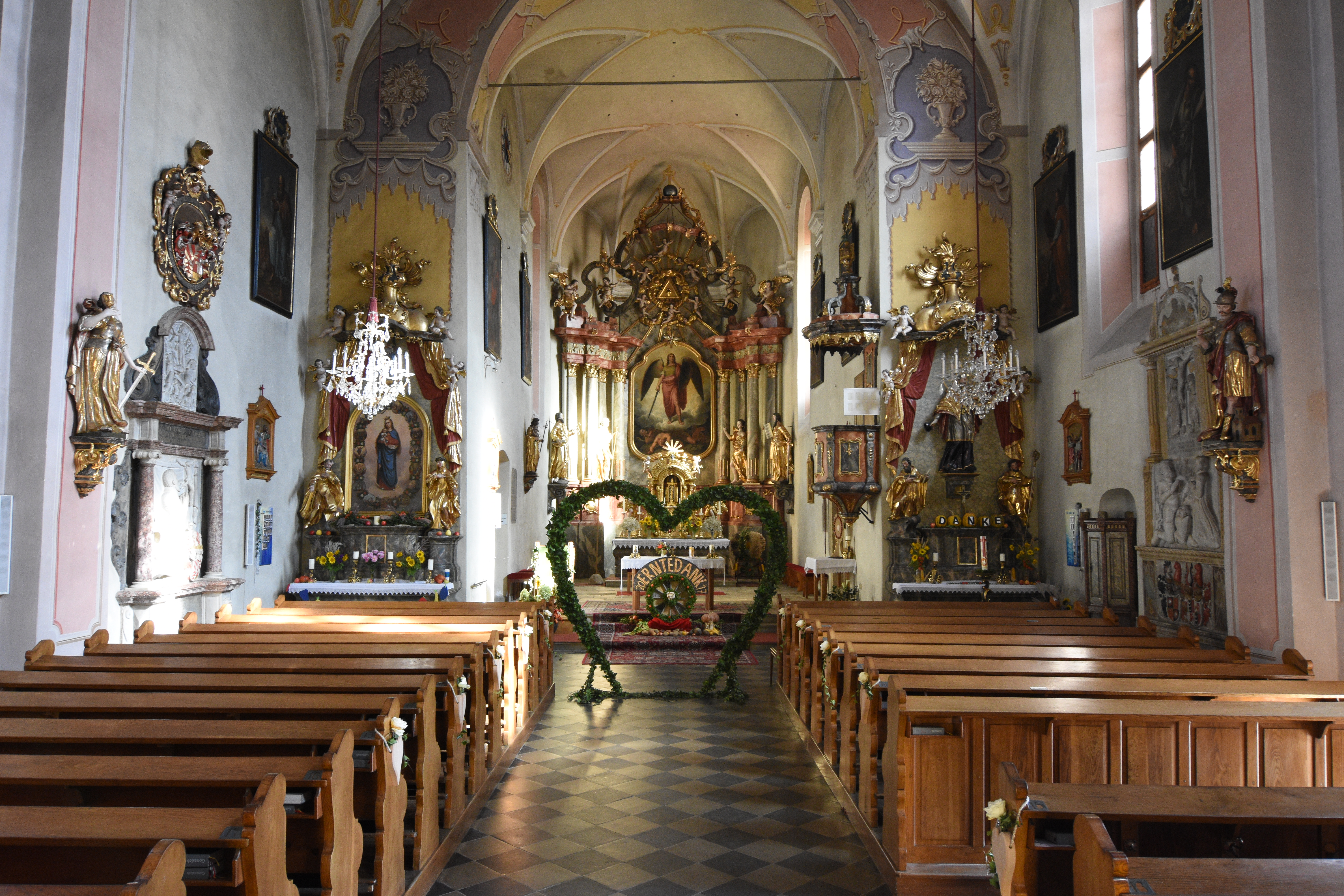
Innenansicht der Pfarrkirche

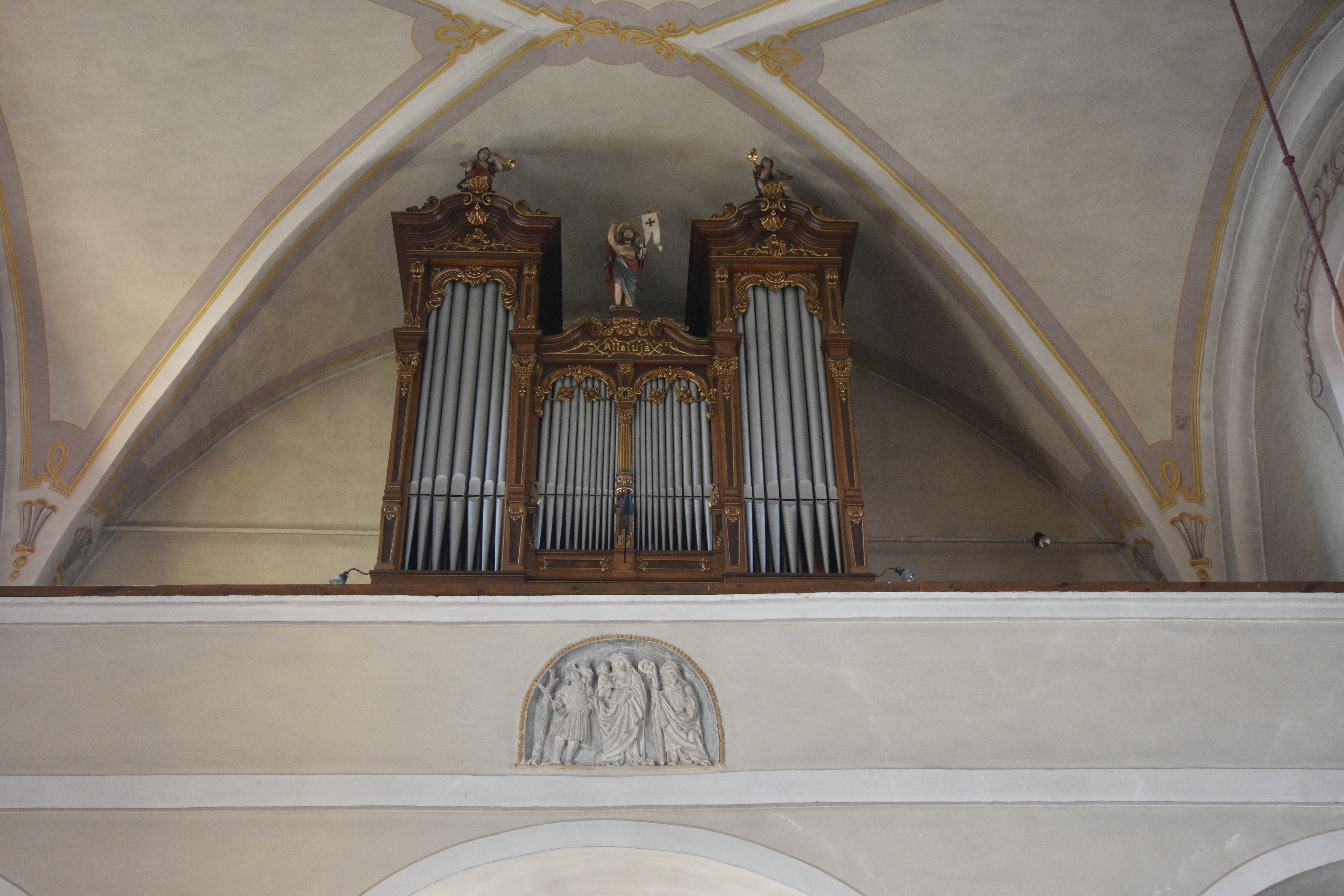
Die Orgel der Pfarrkirche

Der Hochaltar aus 1778 trägt Figuren von Franz Domiscus, das Altarblatt mit der Darstellung des Erzengels Michael ist aus der 2. Hälfte des 19. Jahrhunderts. Die dekorativen Seitenaltäre mit Vorhangmotiv sind aus 1778, die klassizistische Kanzel ist aus 1786. An den Wänden hängen zwölf lebensgroße Apostelbilder aus der 1. Hälfte des 18. Jahrhunderts. An der Orgelempore sind ein lunettenförmiges Steinrelief mit Darstellungen von Maria mit Kind, Christophorus und Erasmus (um 1525/1530) sowie eine Schmerzensmannfigur aus der Mitte des 18. Jahrhunderts zu sehen.
Im Schiff befindet sich ein Grabdenkmal des 1614 verstorbenen Hans Freiherrn von Trauttmansdorff, kniend unter dem Kreuz, darüber ein Auferstehungsrelief des Philibert Pocabello.

### Orgel
1740 erhielt die Kirche eine Orgel von Johann Cyriak Werner in Graz. Die jetzige Orgel baute 1891 Matthäus Mauracher. Die Orgel besitzt folgende Disposition:
| I. Manual C–f3 |            |       |
| 1.             | Prinzipal  | 8′    |
| 2.             | Gamba      | 8′    |
| 3.             | Gedackt    | 8′    |
| 4.             | Gemshorn   | 8′    |
| 5.             | Oktave     | 4′    |
| 6.             | Spitzflöte | 4′    |
| 7.             | Mixtur     | 2 ⁄3′ |

| II. Manual C–f3 |                 |    |
| 08              | Salcional       | 8′ |
| 09              | Philomela       | 8′ |
| 10.             | Geigenprinzipal | 8′ |
| 11.             | Dolceflöte      | 4′ |
| 12.             | Viola           | 4′ |

| Pedal C–d1 |           |     |
| 13.        | Subbaß    | 16′ |
| 14.        | Violon    | 16′ |
| 15.        | Oktavbass | 08′ |

- Koppeln: II/I, I/P, II/P